# Centrale Bibliotheek Rotterdam

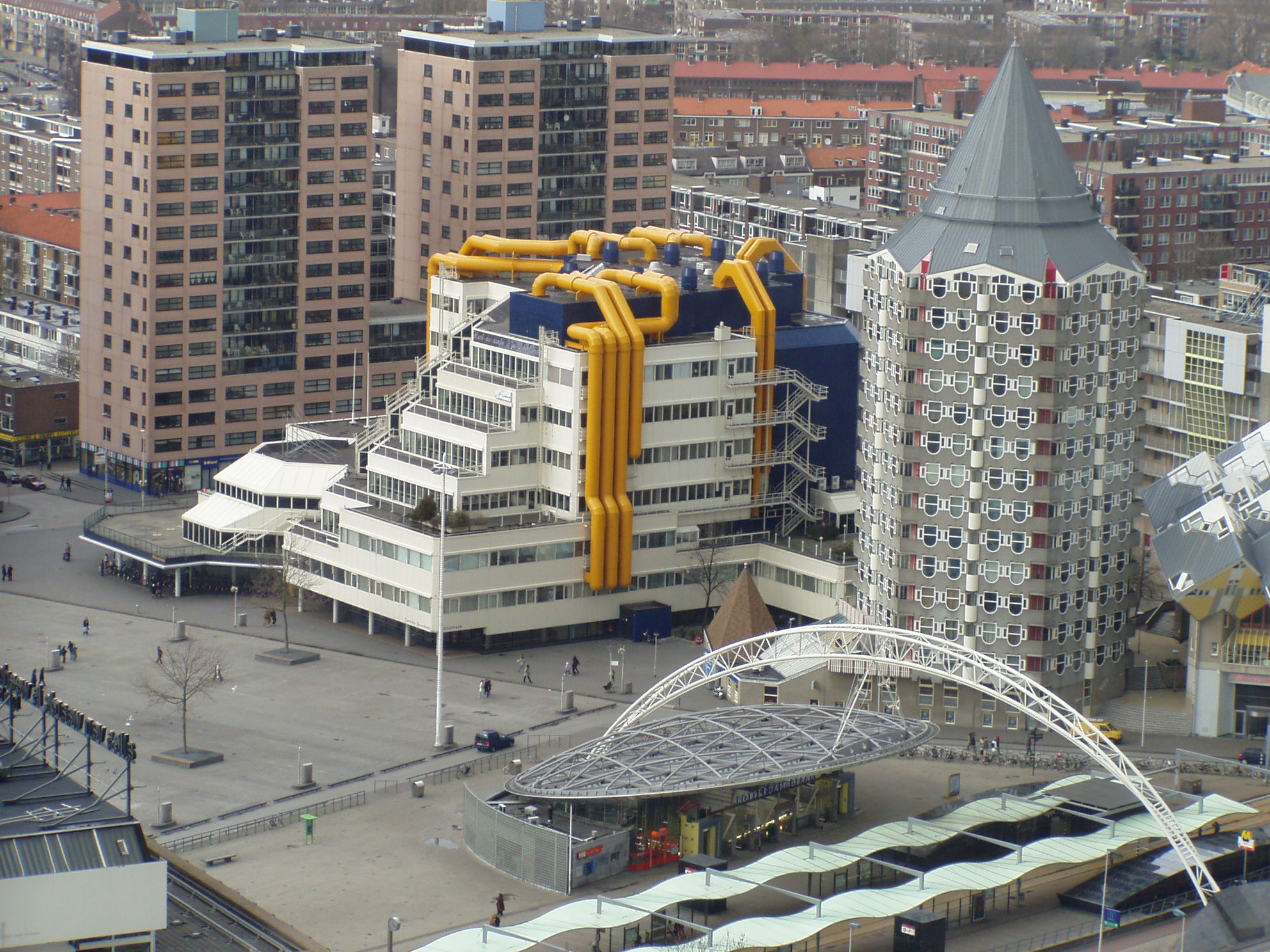
De bibliotheek gezien vanuit de Waterstadtoren, 2005

De Centrale Bibliotheek Rotterdam is de centrale openbare bibliotheek van Rotterdam, en hoofdkantoor van de Bibliotheek Rotterdam organisatie. Het is ontworpen door Jaap Bakema en Hans Boot, en in 1983 in gebruik genomen.

## Geschiedenis
Voor het ontwerp van het nieuwe gebouw van de Centrale Bibliotheek Rotterdam was een prijsvraag uitgeschreven, waarvoor onder andere ook Carel Weeber een ontwerp maakte. Het winnend ontwerp kwam van Jaap Bakema en Hans Boot van het architectenbureau Van den Broek en Bakema. Ze ontwierpen een post-modernistisch gebouw met enige gelijkenis met het Centre Pompidou in Parijs. In dat ontwerp liepen stalen buizen voor de luchtcirculatie vanaf het dak langs de gevel naar beneden. Op 7 oktober 1983 werd het gebouw officieel geopend door Koningin Beatrix.

### Opening

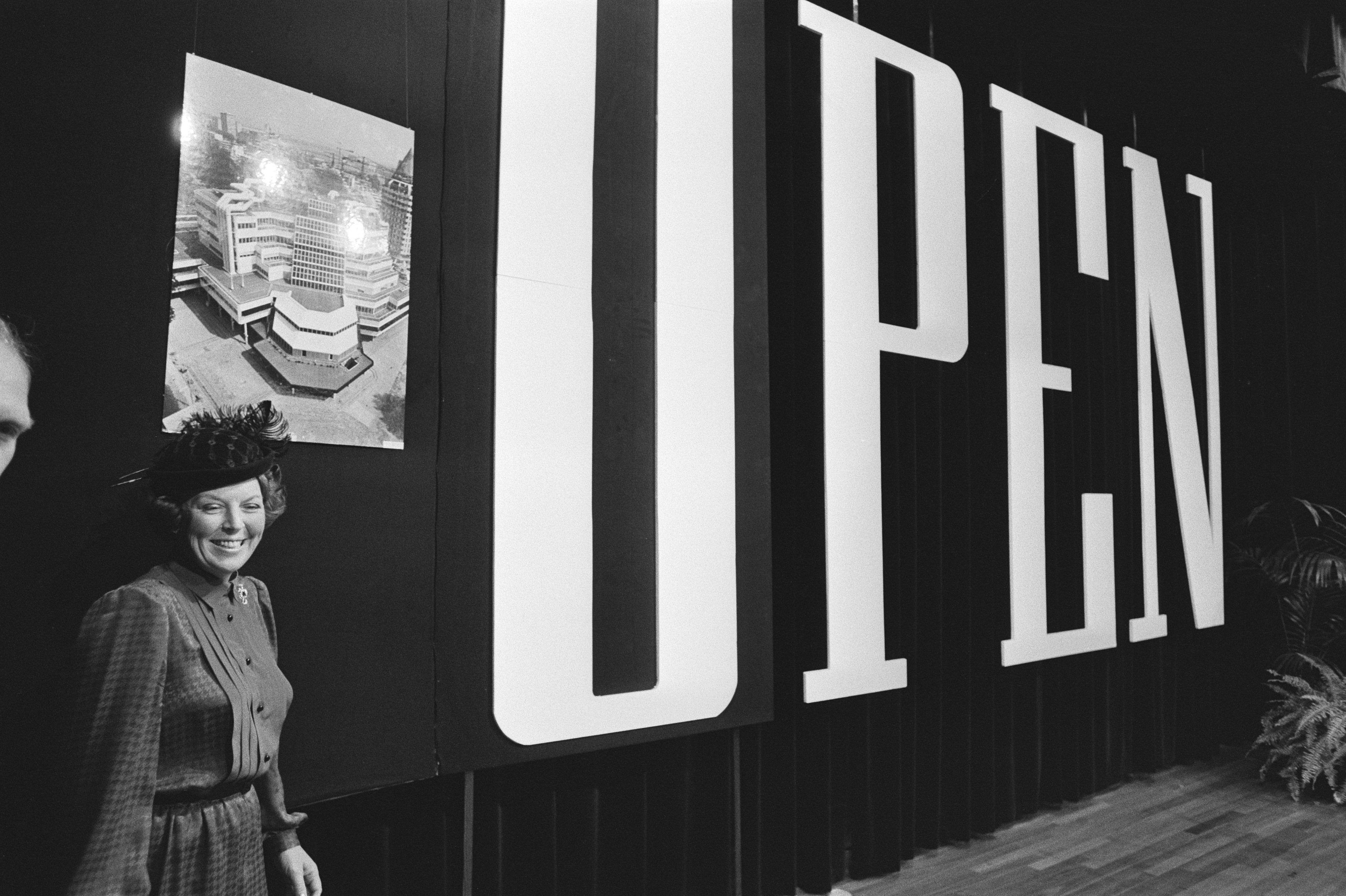
Koningin Beatrix tijdens de opening
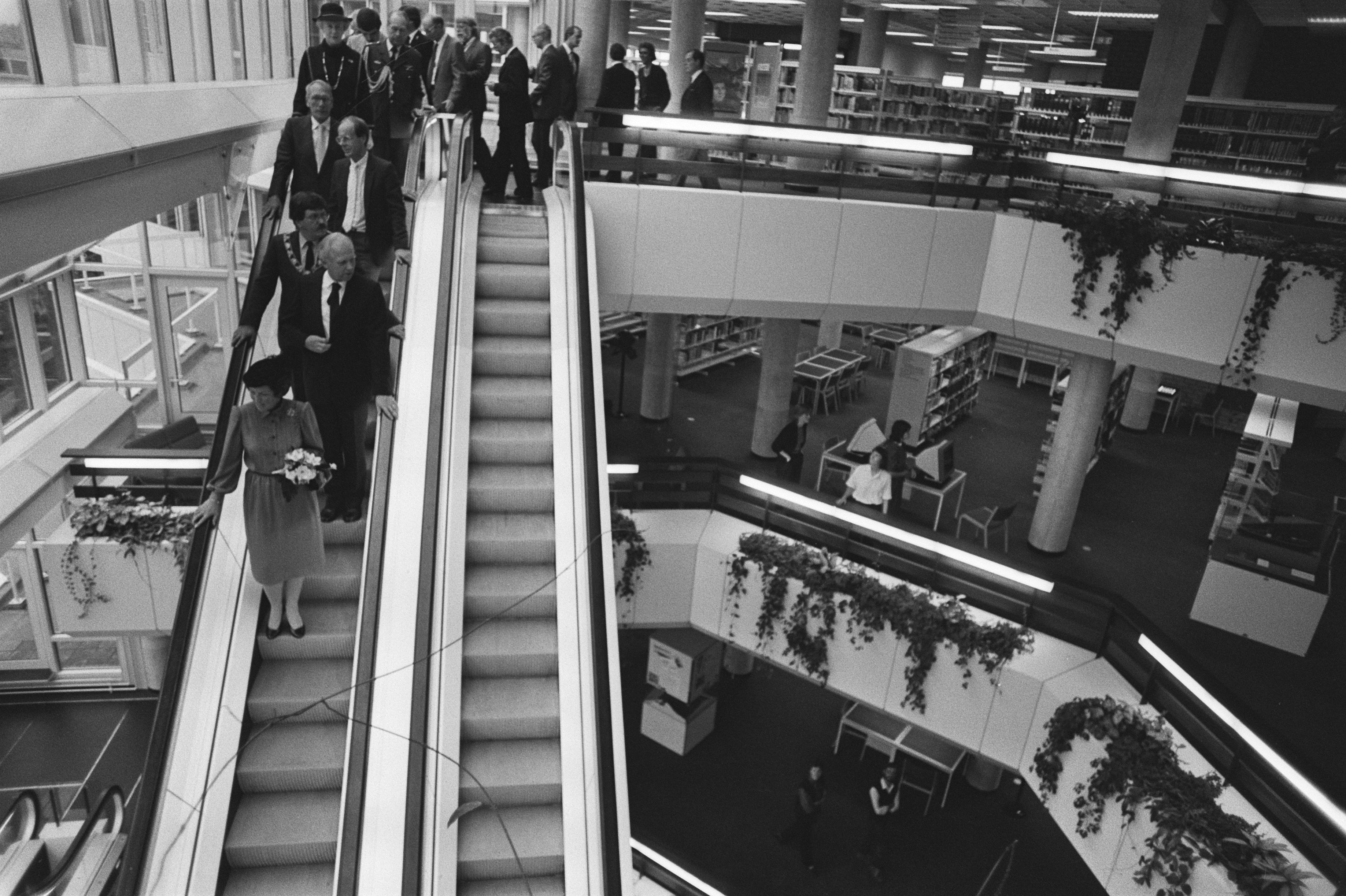
Met de roltrap door het gebouw
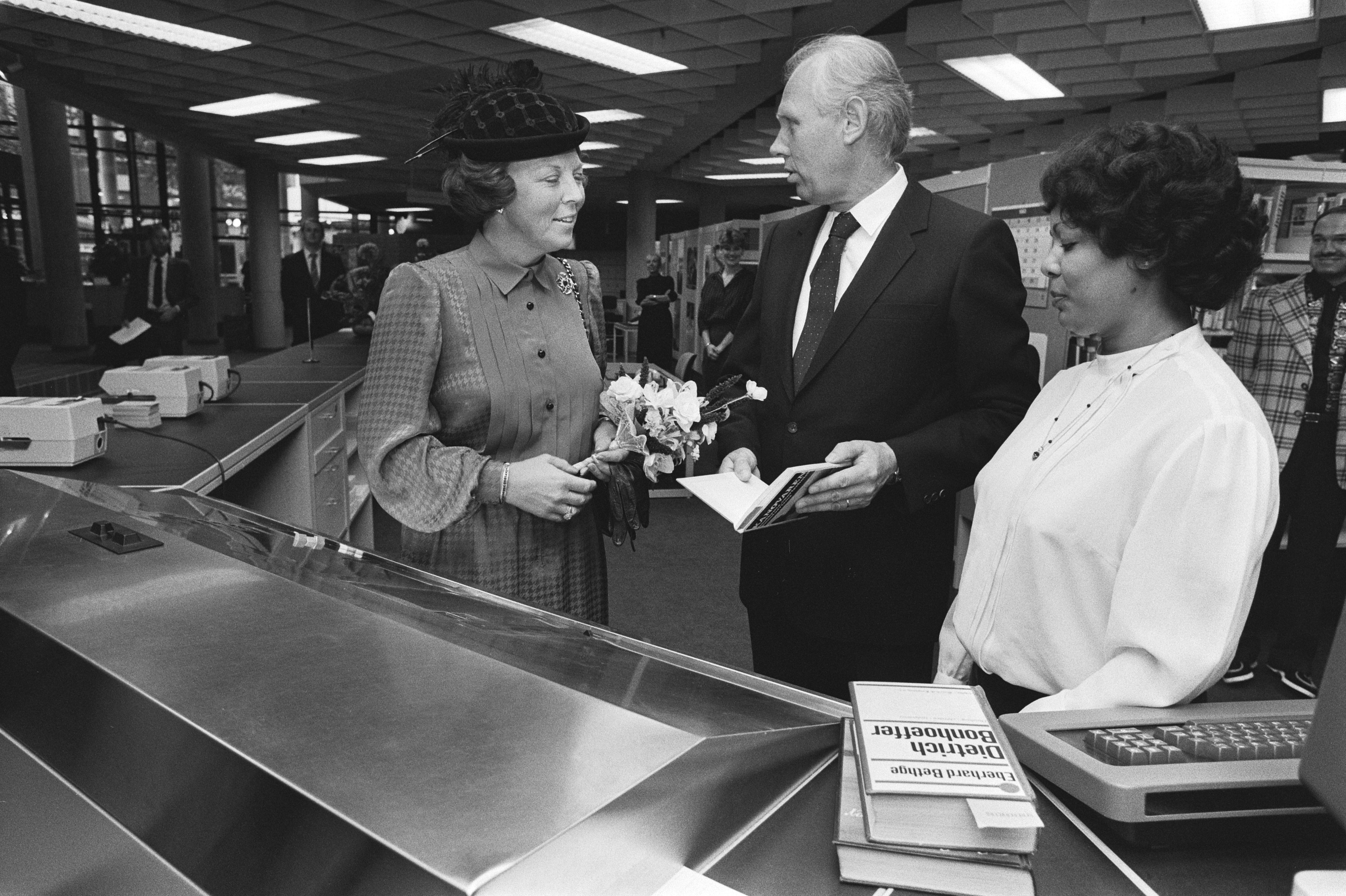
Bij boekenuitleenbalie

Op de gevel aan de gedempte Binnenrotte staat een tekst van Erasmus, inclusief zijn handtekening, in neon-buis letters: "Heel de wereld is mijn vaderland". Het is een knipoog naar een spreuk die aan de overkant van de Blaak te lezen is op een kantoorgebouw, uit het werk van Lucebert: "Alles van waarde is weerloos".

## Facetten

### Boeken en andere collecties

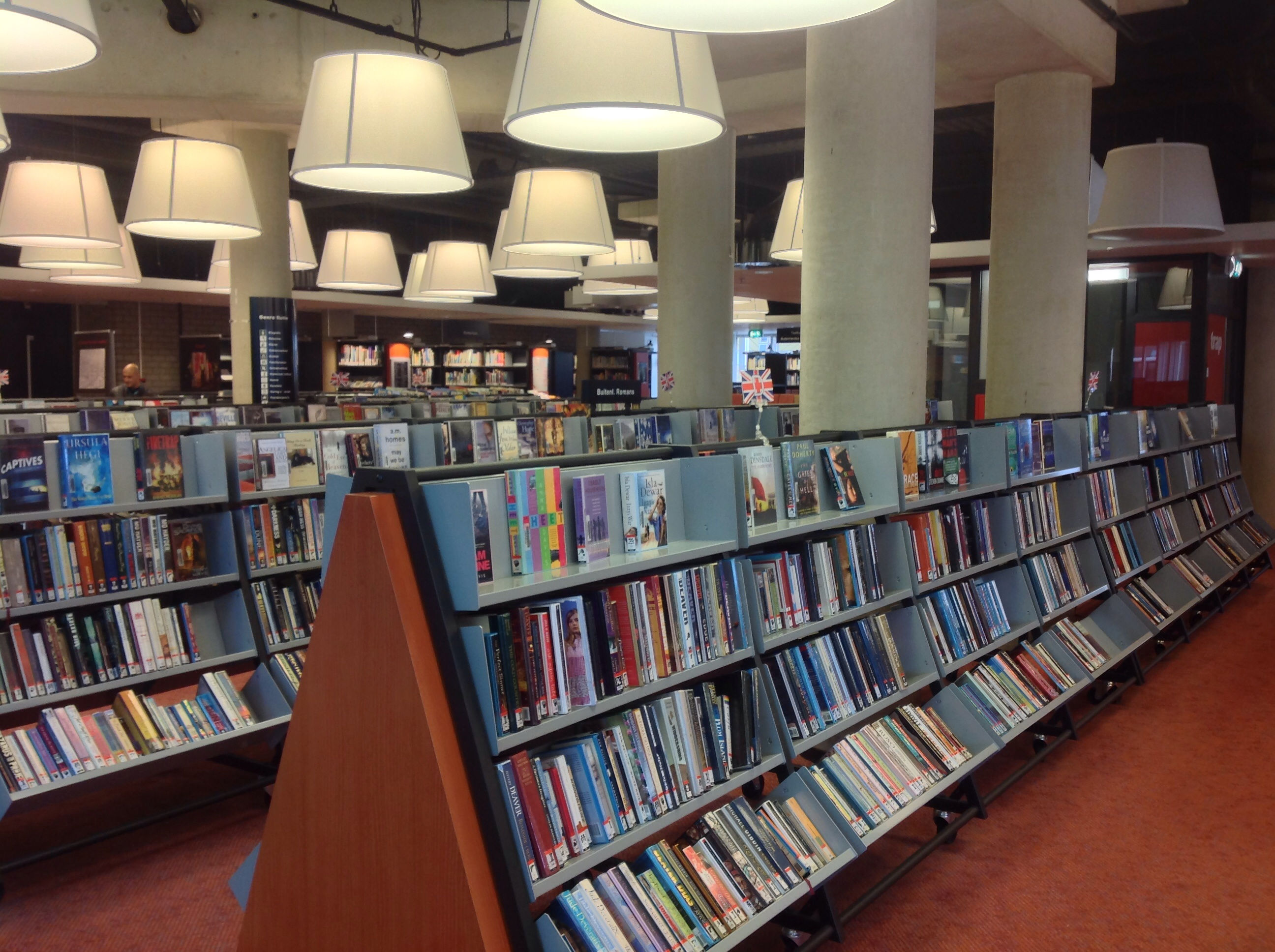
Boekenstalling in bibliotheekgedeelte

De Centrale Bibliotheek Rotterdam beschikt over een boekencollectie verdeeld over het gehele pand vanaf de eerste verdieping, en een aparte platencollectie op de begane grond voorbij de centrale entree. De gezamenlijke ruimte van de Centrale Bibliotheek gebouw is zo'n 24.000 m².
De collectie van de Bibliotheek Rotterdam omvat meer dan 500.000 boeken, cd-roms, dvd's, video's en e-books. Tevens circa 60 abonnementen op papieren dagbladen, 1.400 abonnementen op tijdschriften, waaronder digitale uitgaves.
De Centrale Discotheek Rotterdam (CDR), gevestigd in het gebouw van de Centrale Bibliotheek, bezit ruim 400.000 cd's, 300.000 lp's en 50.000 dvd's.
Sinds 2022 is de Atlas van Stolk ruimtelijk en organisatorisch ondergebracht bij Bibliotheek Rotterdam, de verzameling wordt voor een deel getoond op de derde verdieping van het gebouw.
Aan de Centrale Bibliotheek Rotterdam is ook een stripdocumentatiecentrum gekoppeld, die zijn diensten deels digitaal aanbiedt.

### Ontmoetingsplaats
Met ruim 2,4 miljoen bezoekers per jaar is de Centrale Bibliotheek Rotterdam de meest bezochte culturele instelling van Rotterdam. In het grote publiek te faciliteren zijn verschillende voorzieningen getroffen. Zo zijn er in de centrale entree een zithoek gecreëerd rond een vergroot schaakbord op de grond, waar de stedelingen zich al decennia met elkaar kunnen meten. 
Langs een zijde naast de entree is een bibliotheekcafé ingericht over de begaande grond en eerste verdieping. Op de eerste verdieping is een speciale leeshoek ingericht van de jongste bezoekers, en verder zijn er lees en studieplekken over verdeeld over de overige verdiepingen.

#### Centrale entree

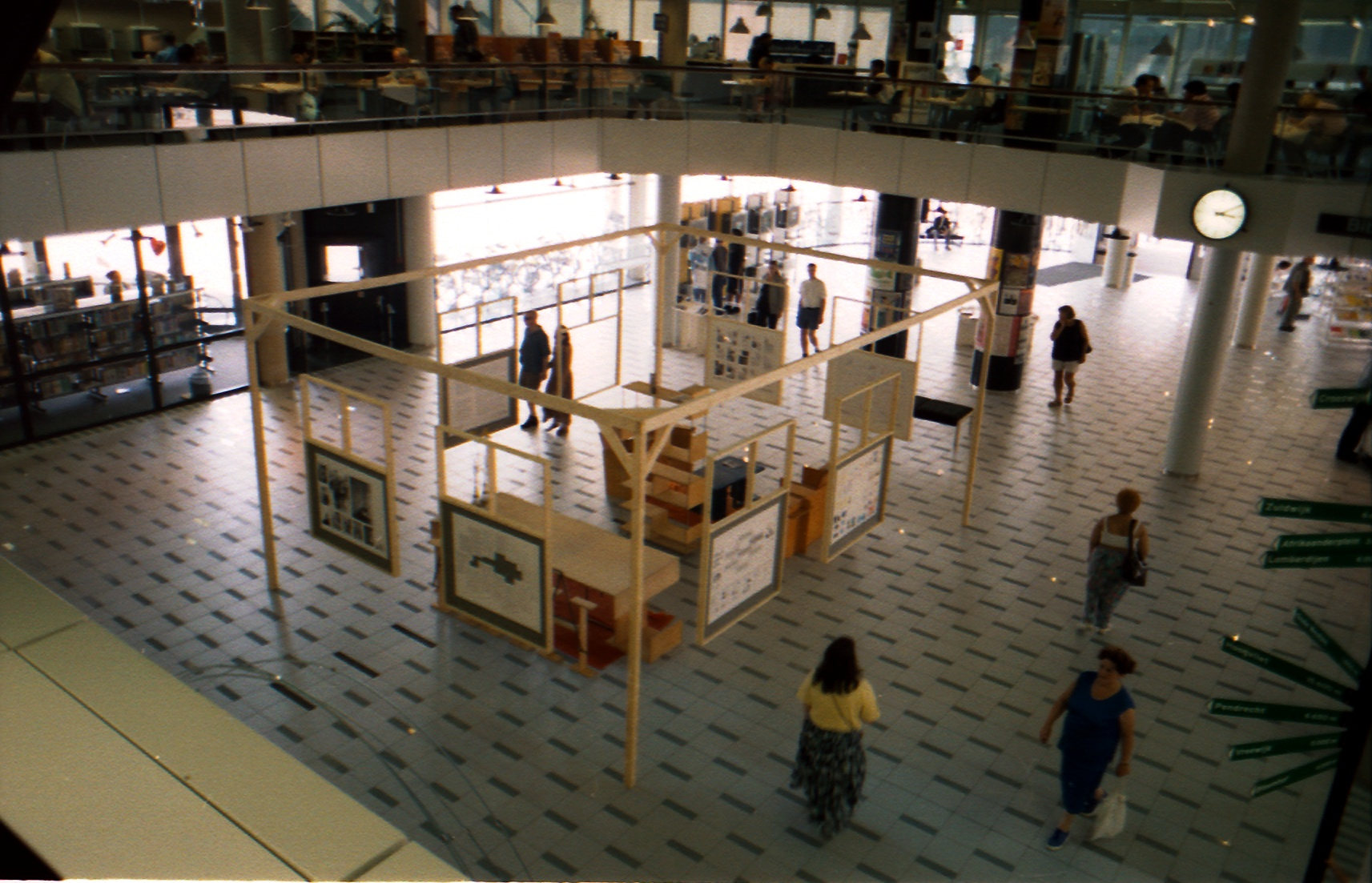
Entreehal tijdens Rotterdamse kunstdagen 1999
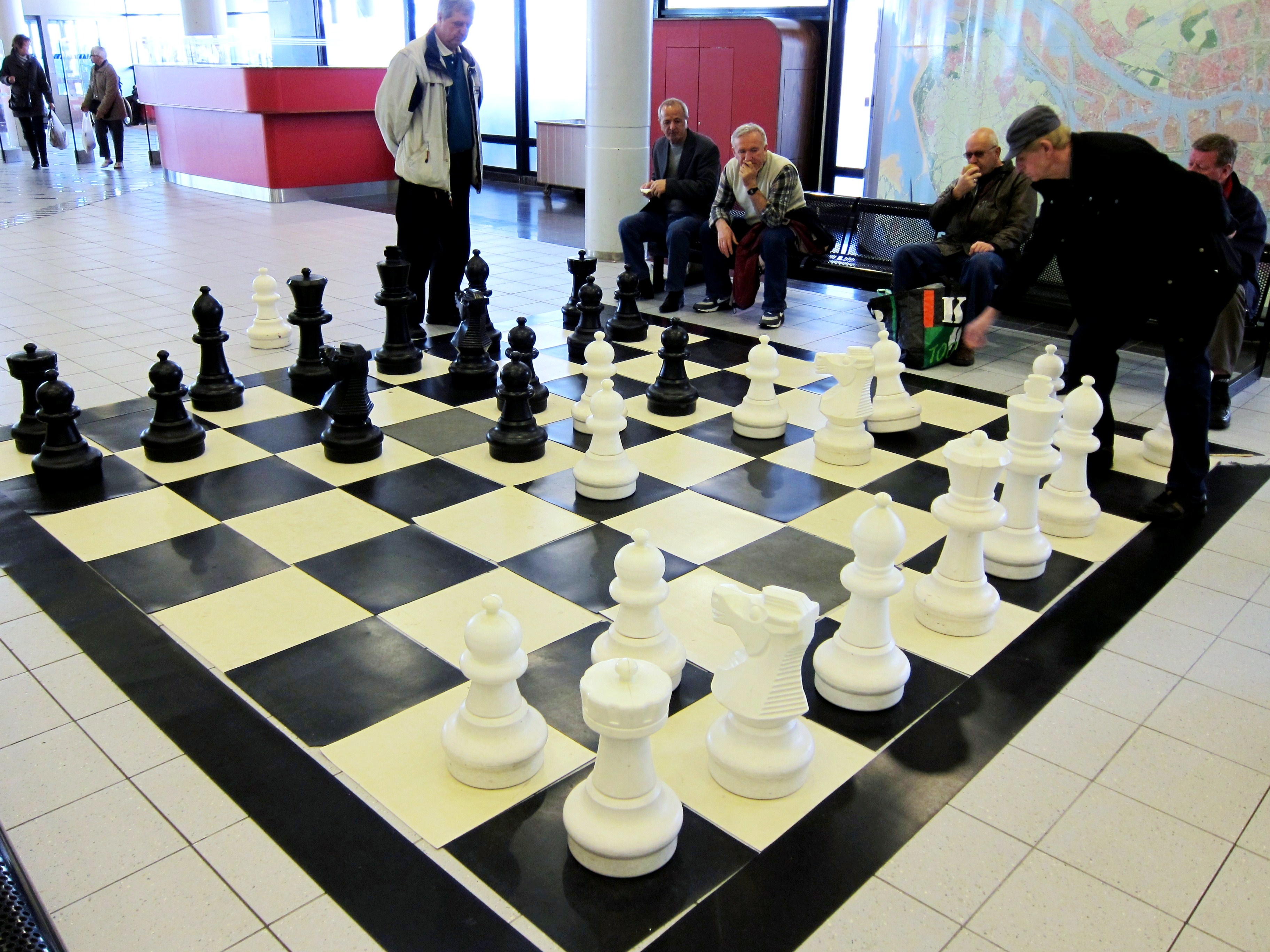
Schaakspel in de entreehal
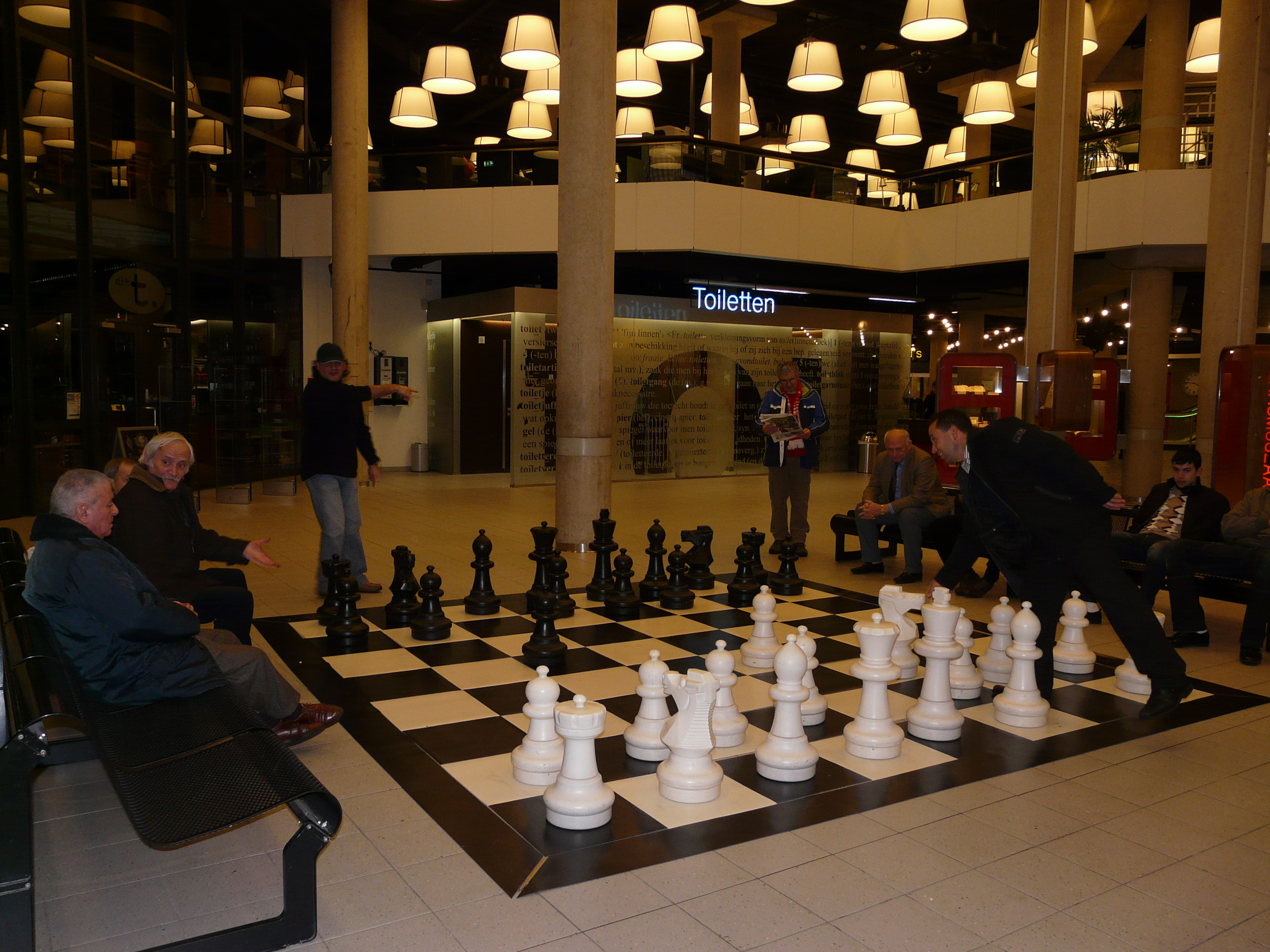
Schaakspel in de entreehal

### Bibliotheektheater Rotterdam

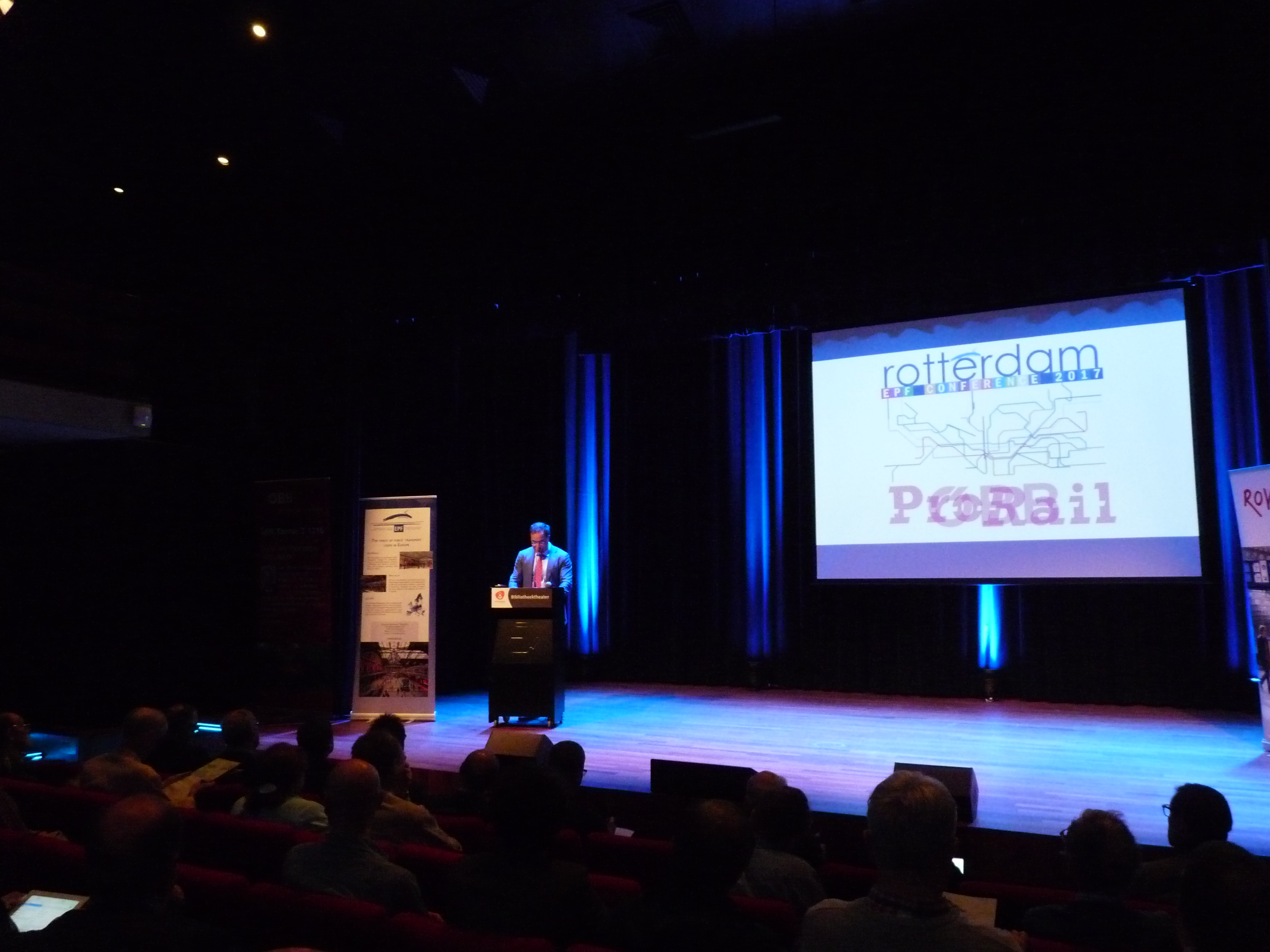
EPF Rotterdam conferentie in het Bibliotheektheater, 2017

In het gebouw bevindt zich de theaterzaal van het Bibliotheektheater Rotterdam. Naast cabaret- en toneelvoorstellingen vinden er congressen en andere manifestaties plaats. Jaarlijks vindt er ook de uitreiking van Beste Rotterdamse Boek plaats. Het theater is uitgerust met een speciale ringleiding voor slechthorenden en was daarmee als een van de eerste theaters in Nederland.

### Exposities, film en muziek
Naast het activiteiten in het Bibliotheektheater vinden er ook film, muziek en kunstexposities plaats in het bibliotheekgebouw zelf.
Zo organiseerde Rini Biemans in de zomers van 1998 en 1999 de Rotterdamse kunstdagen in de Laurenskerk, op het Binnenrotteplein, en het gebouw. De Bubble Chair (1968) van Eero Aarnio was in 2006 te zien in de Centrale Bibliotheek Rotterdam.
Er waren verder bijvoorbeeld exposities van het Erwin Kho, Milan Hulsing, Erik de Graaf en Albo Helm (2011). In de maand november vind jaarlijks het Lezersfeest in de Centrale Bibliotheek Rotterdam plaats, waar o.a. Zone 5300 bijna jaarlijks van de partij is.